# Palazzo dei Telefoni (piazza Nolana)
Il Palazzo di Telefoni è un palazzo di Napoli, posto all'incrocio tra corso Garibaldi e piazza Nolana.
Eretto nel 1920 da Camillo Guerra, l'edificio utilizza una struttura portante in calcestruzzo armato, diventando così uno dei primi palazzi a Napoli ad utilizzare la tecnologia del calcestruzzo.
Il palazzo è rivestito, sul basamento, con il marmo che è utilizzato anche negli stemmi delle ermi del dio Mercurio del piano superiore; il portale è tripartito ed è scandito da lesene, con architrave avente la forma di una conchiglia. Ai lati ci sono due sculture che rappresentano il dio Mercurio, che fa da cariatide al balcone sovrastante in linea con la cornice marcapiano, dalla quale partono una serie di balconi più piccoli sulle facciate laterali. Al primo ordine ci sono alti finestroni con cancellata, mentre al terzo finestre quadrate con lesene che terminano nel cornicione, concludendosi nella facciata con i modi di un timpano.